# Ийсалми
И́йсалми (И́исалми, И́салми фин. Iisalmi, швед. Idensalmi) — город и муниципалитет в Восточной Финляндии, в провинции Северная Савония. Относится к району Юля-Саво, который входит в программу ЕС Tavoite 1. Население — 22,1 тыс. жителей (2013). Деревообрабатывающая и металлургическая промышленность, производство станков, сельское хозяйство. Здесь также располагается компания по производству алкогольных напитков «Olvi». Население региона – саволакские финны и карелы.

## История
| Население Ийсалми по годам | Население Ийсалми по годам |
| -------------------------- | -------------------------- |
| 1987                       | 23 695                     |
| 1990                       | 23 979                     |
| 1997                       | 23 772                     |
| 2000                       | 23 113                     |
| 2002                       | 22 835                     |
| 2004                       | 22 639                     |
| 2005                       | 22 497                     |
| 2006                       | 22 352                     |
| 2007                       | 22 348                     |

Мелкие поселения вокруг местной церкви, построенной в 1627 году, на территории Ийсалми появились уже в XVII веке, однако торговое поселение под этим названием возникло только в 1856 году. В момент присвоения Ийсалми статуса города в 1891 году его население составляло около 1000 человек. На присвоение торговому сельскому поселению Ийсалми статуса города в 1891 году повлиял самоучка из народа Петтер Кумпулайнен, который подал генерал-губернатору Ф. Ф. Бергу записку о крупных недостатках района Юля-Саво, главными из которых были отсутствие города и водных каналов. В 1959 году в городе проживало примерно 6000 жителей.

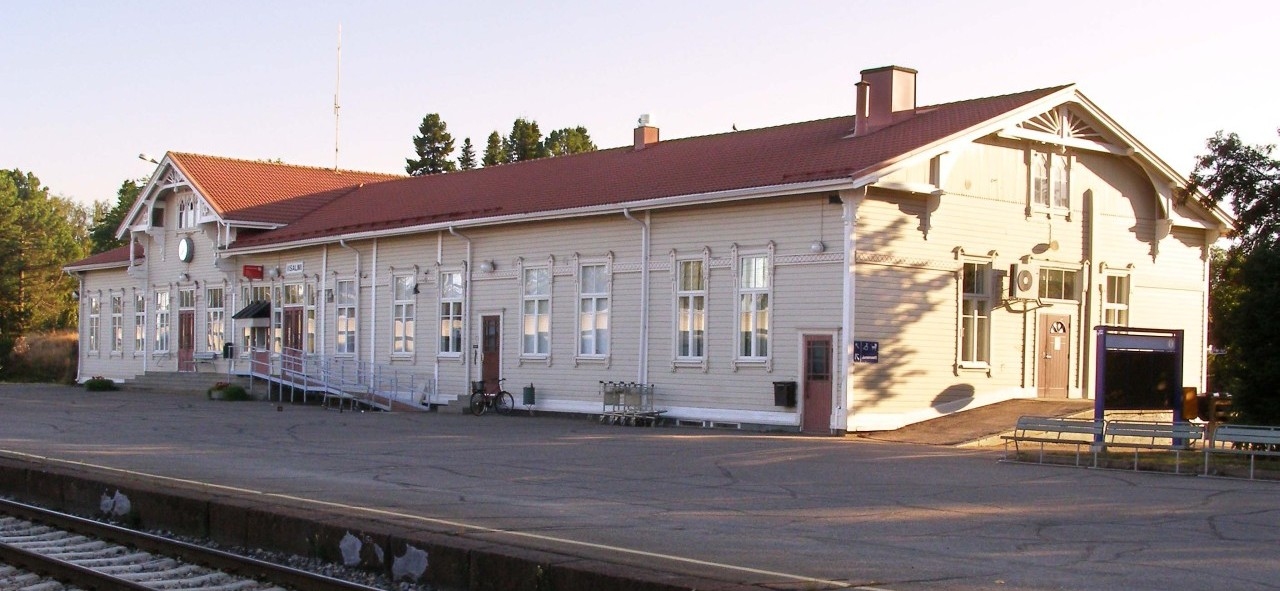
Ж/д станция Ийсалми

Появление в городе железной дороги в 1902 году стало одним из толчков, способствовавших началу роста города. Электрифицированная железная дорога заканчивалась в Ийсалми, и поэтому город долгое время оставался конечной станцией идущих на север поездов Финляндской государственной железной дороги (фин. VR). Дальнейшая электрификация железнодорожных путей из Ийсалми в Оулу (фин.Oulu) через Контиомяки (фин. Kontiomäki) была закончена в 2006 году.
Во времена русско-шведской войны 1808—1809 годов неподалёку от Ийсалми, в местечке Кольёнвирта (фин. Koljonvirta) 15 октября 1808 произошло одно из сражений, победу в котором одержали шведы. Тем не менее, 17 сентября 1809 года Ийсалми, как и вся Финляндия отошёл к России. Вдохновленный этим сражением финский поэт Й. Л. Рунеберг сочиняет цикл стихотворений "Рассказы прапорщика Столя" (фин. Vänrikki Stoolin tarinat). Одно из стихотворений этого цикла — «Наша земля» (швед. Vårt land, фин. Maamme) — стало гимном Финляндии.
Одним из недавних исторических событий в Ийсалми стал взрыв торгового предприятия Путкола Оу (фин. Putkola Oy) 14 сентября 1965 года, вместе со всеми магазинами, конторами и складами. Взрыв произошел из-за пожара на складе с красками, лаками и газовыми баллонами.  
На территории Охенмяки в  Ийсалми раньше находился один из арсеналов (фин. IisAseV) Вооружённых сил Финляндии, который закрылся в 2003 году.

## География
Ийсалми находится в центре Финляндии в центре провинции Северная Савония.
Координаты города Ийсалми 63°33′40″ с. ш. 27°11′20″ в. д.. Его территория составляет 827,65 км², из них:
- площадь суши: 763,38 км²;
- площадь водных объектов: 109,27 км².

Длина береговой линии - 495 км.
Соседние с Ийсалми муниципалитеты — Киурувеси (фин.Kiuruvesi), Виеремя (фин. Vieremä) и Сонкаярви (фин. Sonkajärvi) на севере, Пиелавеси (фин. Pielavesi) на западе и Лапинлахти (фин. Lapinlahti) и Маанинка (фин. Maaninka) на юге.

### Административное деление
Ийсалми разделен на 35 районов.
| 1. Хаапаярви (фин. Haapajärvi) 2. Хернеярви (фин. Hernejärvi) 3. Ийсалми (фин. Iisalmi) 4. Йокела (фин. Jokela) 5. Йордан (фин. Jordan) 6. Кильписаари (фин. Kilpisaari) 7. Кирма (фин. Kirma) 8. Кирконсалми (фин. Kirkonsalmi) 9. Кяяриянсаари (фин. Kääriänsaari) 10. Лаппетеля (фин. Lappetelä) 11. Лууниеми (фин. Luuniemi) 12. Маккаралахти (фин. Makkaralahti) | 1. Марьяхака(фин. Marjahaka) 2. Неркоо (фин. Nerkoo) 3. Неркоонниеми (фин. Nerkoonniemi) 4. Ниемисъярви (фин. Niemisjärvi) 5. Палойнен (фин. Paloinen) 6. Паппила (фин. Pappila) 7. Партала (фин. Partala) 8. Пельтосалми (фин. Peltosalmi) 9. Пихлаяхарью (фин. Pihlajaharju) 10. Питоламминмяки (фин. Pitolamminmäki) 11. Поровеси (фин. Porovesi) 12. Пёллёсенлахти (фин. Pöllösenlahti) | 1. Пёрсянмяки (фин. Pörsänmäki) 2. Руотаанлахти (фин. Ruotaanlahti) 3. Руотаанмяки (фин. Ruotaanmäki) 4. Рюхялянмяки (фин. Ryhälänmäki) 5. Сойнлахти (фин. Soinlahti) 6. Улмала (фин. Ulmala) 7. Валкеамяки (фин. Valkeamäki) 8. Варпанен (фин. Varpanen) 9. Виеремяярви (фин. Vieremäjärvi) 10. Вийтаа (фин. Viitaa) 11. Рунни (фин. Runni) |

## Города-побратимы

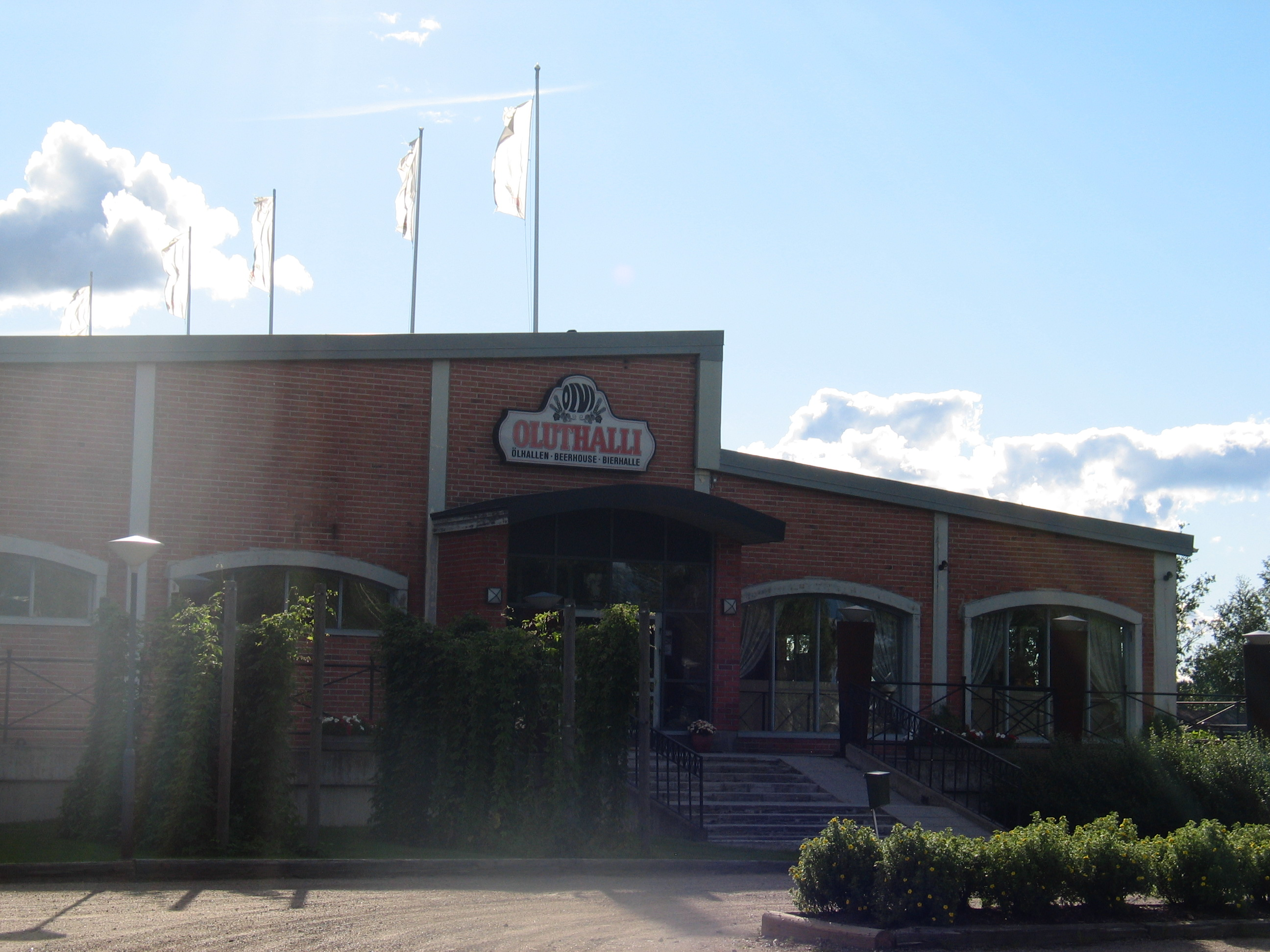
Пивной музей "Olvi Oluthalli"

- Пецель, Венгрия
- Нотодден, Норвегия
- Нючёпинг, Швеция
- Кириши, Россия
- Нюкёбинг, Дания
- Люнебург, Германия

## Достопримечательности
В городе имеется пивной музей «Olvi Oluthalli», две лютеранских церкви, православная церковь св. пророка Илии (архитектор Илмари Ахонен 1957; фрески Петроса Сасаки), выставка макетов церквей Карелии, уничтоженных в СССР, мультимедийная панорама «Кольёнвирта 1808», Культурный центр Ийсалми, музей и памятник писателю Юхани Ахо, краеведческий музей, музей природы, музей пивоварения, ледовый дворец и самый маленький в мире ресторан Куаппи.